# Syphon Filter (jogo eletrônico)
Syphon Filter é um jogo eletrônico de tiro em terceira pessoa e furtividade desenvolvido pela Eidetic e publicado pela 989 Studios. É o primeiro título da série Syphon Filter e foi lançado exclusivamente para o PlayStation em 17 de fevereiro de 1999 na América do Norte e em 9 de julho na Europa. O enredo é centrado nos agentes especiais Gabriel Logan e Lian Xing, que são encarregados pelo governo dos Estados Unidos de caçar e prender um perigoso terrorista internacional alemão.

## História
Gabriel Logan e Lian Xing são agentes da Agência, que estão no rastro de Erich Rhoemer, um terrorista internacional. Agente Ellis tentou se infiltrar na operação dos narcóticos de Rhoemer, em Costa Rica, mas foi descoberto e executado pela ex-agente KGB Mara Aramov. Rhoemer então ordenou Anton Girdeux, um terrorista francês, para queimar as plantações e esconder as provas de investigação de Syphon Filter.
Em Washington, DC, Edward Benton, diretor representante da Agência, está dando um relatório sobre a missão para o Agente Logan, o director Thomas Markinson e uma sombra, uma figura anônima. Gabe e Lian investigam um misterioso vírus com foco no Himalaia, o que deixa apenas um único sobrevivente, um fato que Lian descreve como impossível.
Quando o jogo começa, Rhoemer e seus terroristas lançaram um ataque em Washington, DC, Gabe derrota Pavel Kravitch, perito em comunicação de Rhoemer, que lhe permite entrar no Metrô de Washington. Uma vez lá dentro, um explosivo é detonado deixando Gabe aprisionado no subsolo. Ele persegue Aramov, capturando-a nos túneis antes de seguir para um parque próximo para ajudar a desarmar várias bombas virais, logo após descobre que Aramov tinha escapado da custódia. Tomando o seu caminho para o Memorial da Liberdade, Gabe chega e derrota Marcos Jorge, o homem que tinha o detonador das bombas de Rhoemer, e Girdeaux.
Resultados de Laboratórios mostram que o Syphon Filter é uma próxima geração de armas biológicas mortais, capazes de atingir a demografia específica. Jonathan Phagan, CEO e fundador da PHARCOM,atende a uma gala em seu novo Centro de Exposições do Museu, onde ele é tomado em cativeiro por Aramov, e Benton é revelado como um agente duplo. Gabe mata Benton, liberta Phagan, mas Aramov, que é capturada, novamente escapa da custódia.
Gabe vai para a base secreta de Rhoemer no Cazaquistão. Gabe tem sucesso, mata o comandante Vladislav Gabrek e explode a base, mas Lian é capturada por Rhoemer e presume que ele tenha a matado.
Gabe é então enviada para se infiltrar na fortaleza Rhoemer da Uzhhorod, Ucrânia, que é uma catedral gótica. Injetando nos pacientes viral, com o que ele pensa que é um antídoto, Gabe desce mais profundo na catedral para resgatar Lian, que explica que não existe um antídoto 'global' para o vírus. Eles também encontram Phagan, que é posteriormente morto por Aramov. Ela decide ajudar Gabe e Lian, uma vez que ela não tem para onde ir.
Gabe, em seguida, o se infiltra nos armazéns de PHARCOM em Almaty, Cazaquistão, onde a segurança PHARCOM está batalhando com os homens de Rhoemer. Gabe descobre que Markinson que estava secretamente negociando com Rhoemer para obter o Syphon Filter para a Agência, fez com que Gabe injetasse cloreto de potássio nos pacientes. Rhoemer revela que ele capturou um ICBM(míssil balístico intercontinental) soviético e o carregou com uma bomba viral de Syphon Filter. Rhoemer mata Markinson e começa a seqüência de lançamento para o míssil. Gabe não pode impedir o lançamento, por isso a sua única esperança é a de iniciar a sua sequência de auto-destruição, uma vez que está na atmosfera superior. Gabe com sucesso destrói o míssil. Rhoemer, furioso com as interferências de Logan, chama-o para uma luta final. Gabe é capaz de matá-lo e evitar III Guerra Mundial.
Depois de terminar os créditos, uma cena mostrando a sombria figura do início do jogo segurando uma amostra do Syphon Filter no interior da sede da Agência com Aramov, que está rindo.

## Críticas
- IGN:[1]

- GameSpot: 9.0 [2]
- IGN: 9.5[3]
- Electronic Gaming Monthly: 7.62 [carece de fontes?]
- PlayStation: The Official Magazine: 4.0 [carece de fontes?]